# Araouane
Araouane è un villaggio del Mali, situato nella Regione di Timbuctù.